# Kongressbad

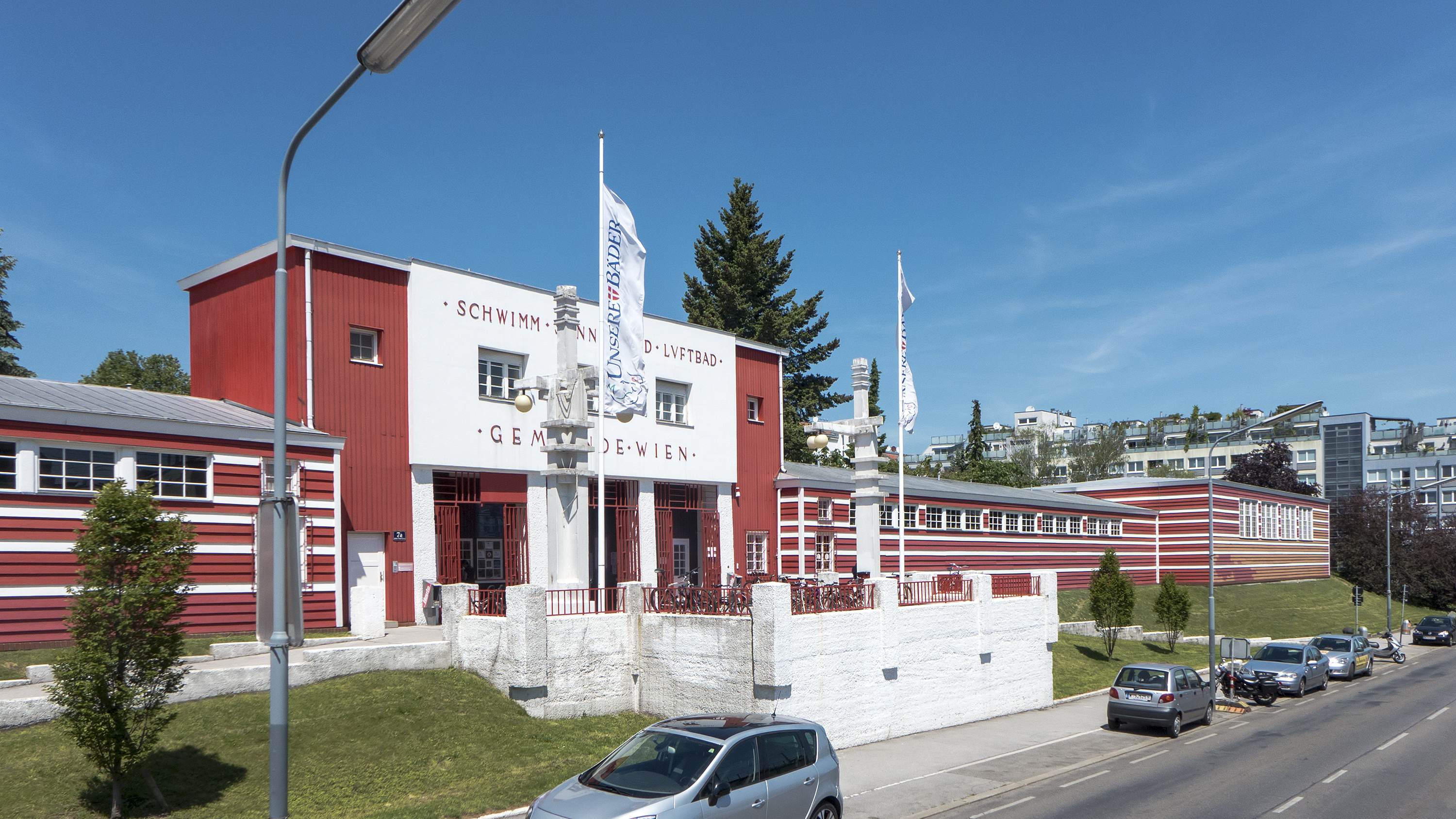
Kongressbad

Das Kongressbad (umgangssprachlich auch Kongerl genannt) ist ein Freibad im 16. Wiener Gemeindebezirk Ottakring, benannt nach dem Kongressplatz, auf dem es gleichzeitig mit dem benachbarten Kongresspark erbaut wurde. An der Grenze zwischen Ottakring und Hernals gelegen, wurde 1928 das Kongressbad als modernstes und größtes künstliches Freibad Wiens – ursprünglich mit einem 100-Meter-Becken ausgestattet – eröffnet.

## Geschichte
Errichtet wurde das Bad auf einer ehemaligen Sandgewinnungsstätte und Mülldeponie nach Plänen von Erich Franz Leischner. Für die rundherum entstehenden Gemeindebauten (wie der Sandleiten-Hof) war das Bad eine infrastrukturelle Ergänzung. Teile des Gebäudes stehen mit seinen rot-weiß-gestreiften Holzbauten unter Denkmalschutz. 1981 wurde der zweisäulige 10-Meter-Sprungturm abgerissen und mit der Generalsanierung (1987/88) wurde das 100-Meter-Becken in ein Sport- und ein Erlebnisbecken geteilt.
Das 50-Meter-Sportbecken besitzt eine Wasserfläche von 940 m² und das Erlebnisbecken hat eine Gesamtfläche von 685 m². Bei der Sanierung der Becken wurde bis zum Mai 2006 eine neue Wasserrutsche mit 64 Metern Länge und 8 Metern Höhe errichtet, welche die ehemalige, kleinere Wasserrutsche ersetzte.
In der Nacht zum 20. April 2008 geriet ein etwa 150 m² großer, in Holzbauweise errichteter Trakt im Nordteil des Gebäudes durch Brandstiftung in Brand, und wurde erheblich beschädigt. Der sehenswerte, monumentale Eingangsbereich an der Julius-Meinl-Gasse war vom Brand nicht betroffen.
Im Zuge von Wasser- und Energiesparmaßnahmen wurden bis zum Beginn der Badesaison im Mai 2024 eine neue Filteranlage zur Badewasseraufbereitung und drei Luft-Wasser-Wärmepumpen eingebaut. Der Großteil des dafür erforderlichen Stroms kommt aus einer Photovoltaikanlage mit 613 m² Fläche und 133 kWp Leistung, für deren Errichtung auch auf die Belange des Denkmalschutzes im historischen Teil des Bads Rücksicht genommen werden musste.
Das Bad befindet sich nur wenige Meter von der S-Bahn-Station Hernals entfernt.

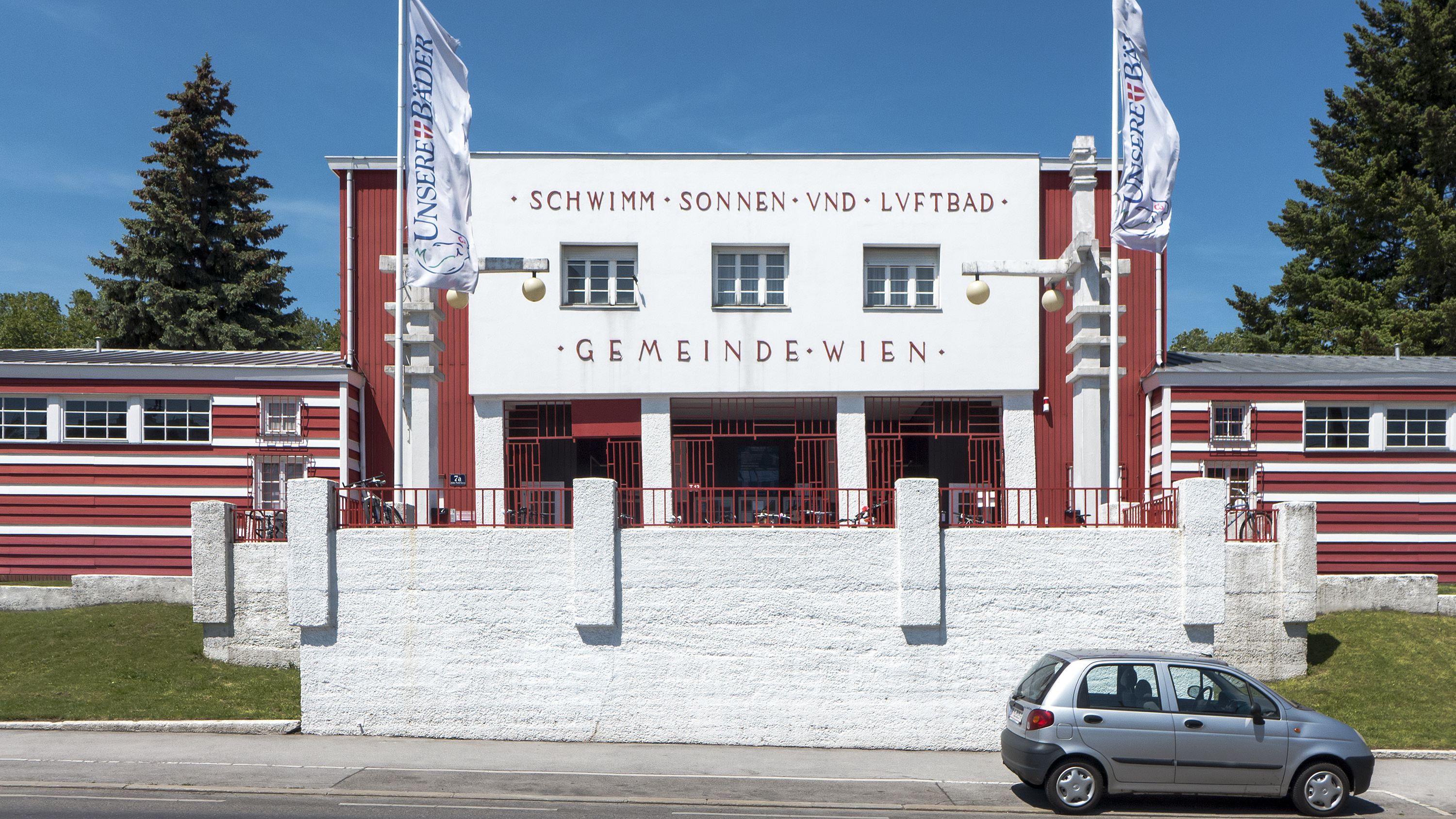
Haupteingang
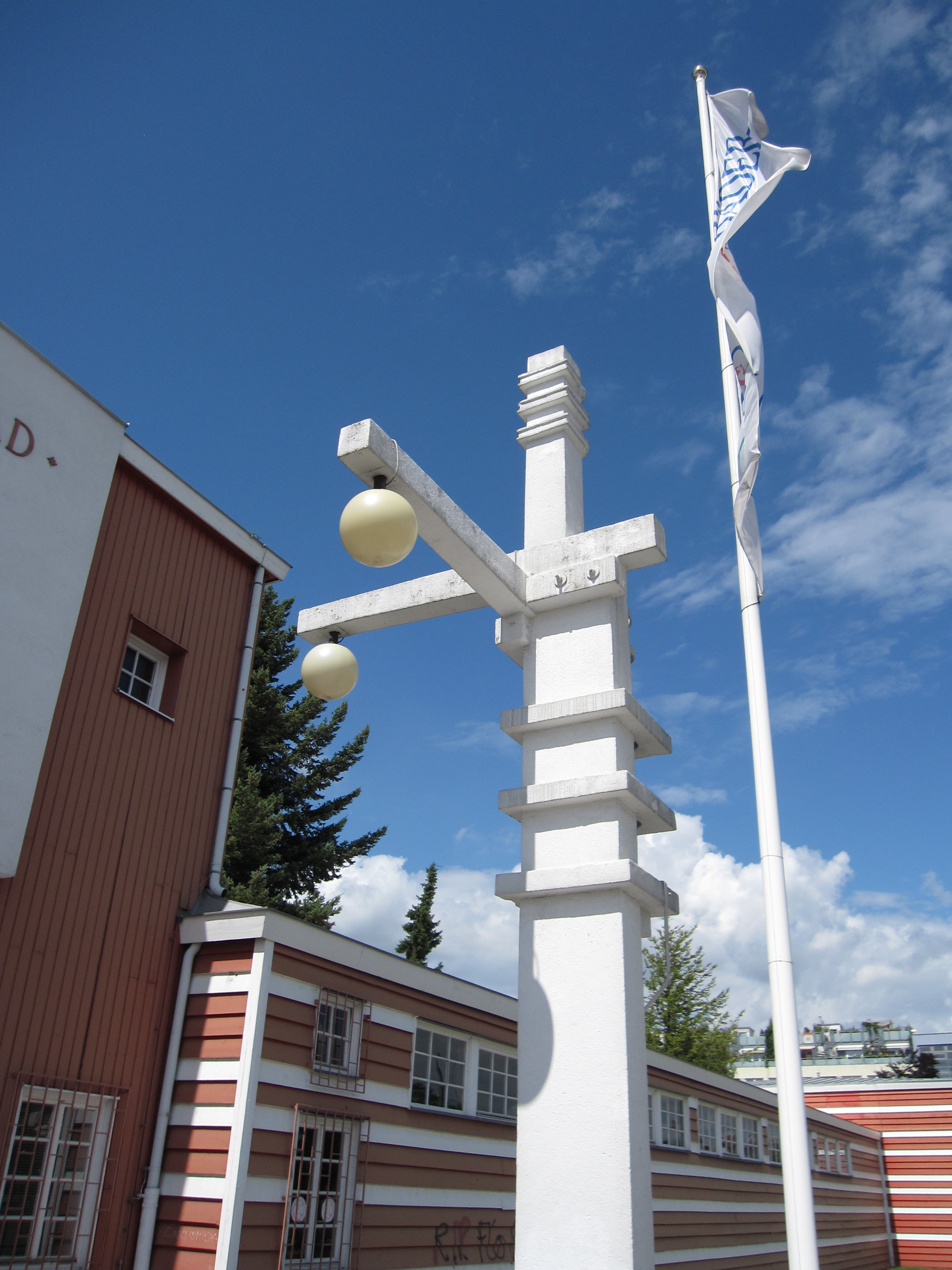
Detail einer Laterne am Haupteingang
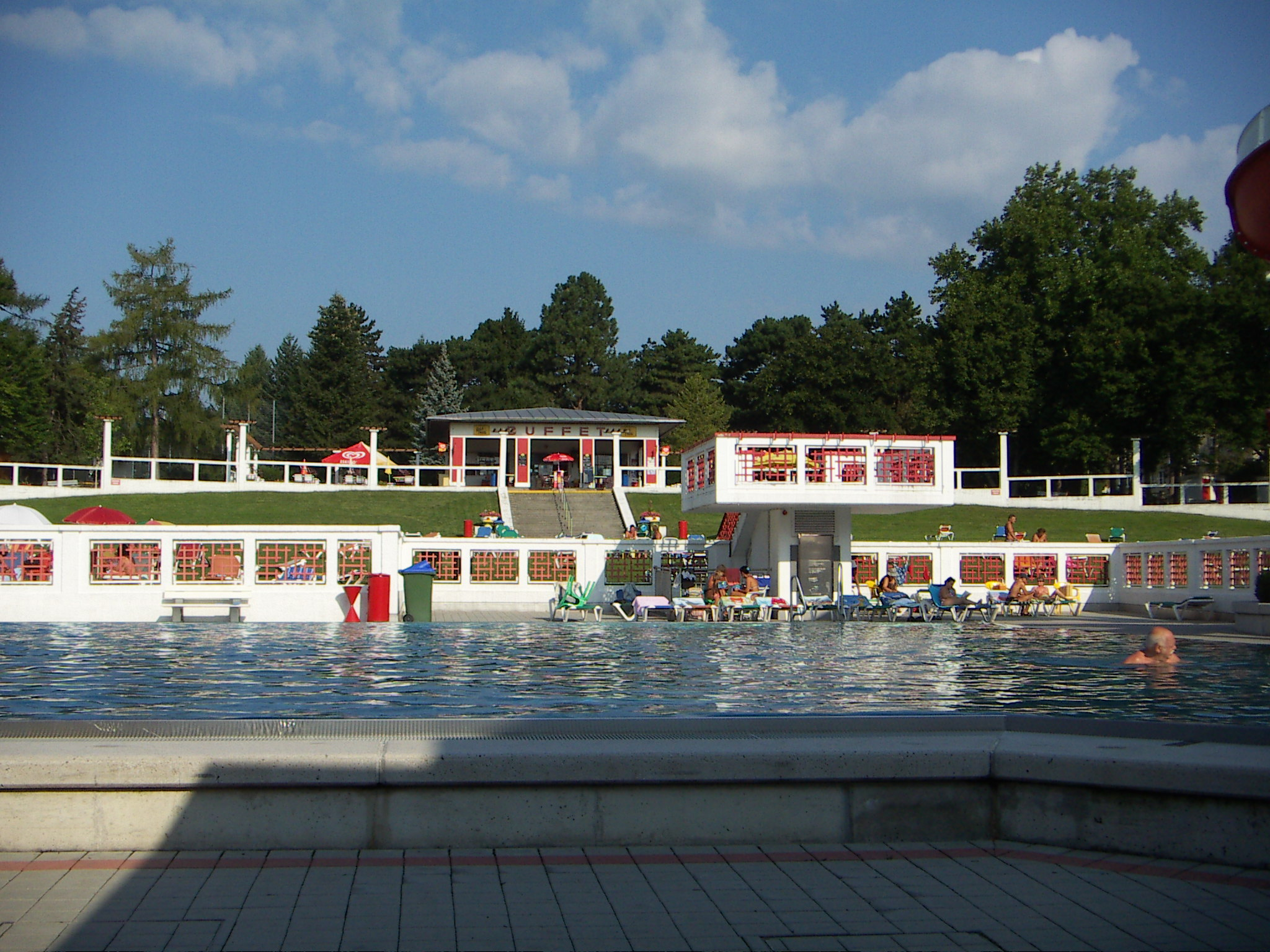
Das Schwimmbad des Kongressbades